# Гвардія наступу
Гвардія наступу — рекрутингова кампанія Міністерства внутрішніх справ України, що має на меті формування нових штурмових бригад у складі Національної гвардії України, Національної поліції України та Прикордонної служби України, які звільнятимуть тимчасово окуповані Росією території України. Фактично, відтворення територіальних органів МВС окупованої АР Крим, зокрема, підрозділів Кримського ОТО НГ України, Азово-Чорноморського РУ ДПСУ та регіональних управлінь поліції.

## Історія
Ідея проєкту виникла у тодішнього міністра МВС України Дениса Монастирського, але незадовго до старту кампанії керівництво міністерства загинуло в авіакатастрофі в Броварах.
Набір добровольців почався 2 лютого 2023 року, набір мав тривати 60 днів. За заявою МВС, протягом першого дня було отримано 3086 заяв до ЦНАПів та 2049 на цільовий сайт «Гвардії наступу» на запис до підрозділів. На 14 лютого кількість заяв на запис склала близько 20 тисяч.
Як заявив генерал-лейтенант Ігор Романенко, штурмові бригади займатимуться виключно деокупацією територій під час контрнаступальних операцій Сил оборони України. Підрозділи ЗСУ будуть пробивати фронт та швидко просуватися вперед, не затримуючись у звільнених населених пунктах, а вже зачищатимуть ці міста та села бригади «Гвардії наступу».
За словами міністра внутрішніх справ України Ігоря Клименка, станом на 8 лютого 2023 року, середній вік добровольців — 33 роки, а найстаршому — 69 років. Також подали анкети й добровольці жіночої статі, таких — 600 заявок.
24 лютого 2023 року президент Зеленський вручив бойові прапори 3-й окремій штурмовій бригаді Сухопутних військ ЗСУ, 5-й окремій штурмовій бригаді Сухопутних військ ЗСУ, 15-му мобільному прикордонному загону Державної прикордонної служби України та Департаменту поліції особливого призначення "Об'єднана штурмова бригада Національної поліції України «Лють».
25 березня було оголошено, що набір до Гвардії має невдовзі завершитися.
Наприкінці березня було створено дев'яту бригаду «Хартія» на основі однойменного добровольчого формування та призначено її командиром Ігоря Оболєнського.
2 травня Ігор Клименко заявив, що надалі будуть створюватись нові бригади в рамках цієї кампанії.
30 квітня 2024 року глава МВС Ігор Клименко оголосив про створення третьої бойової бригади Державної прикордонної служби України під назвою «Гарт».

## Підрозділи
Нові бригади формуються переважно на базі існуючих з'єднань. Перелік:

### Національна гвардія України
- «Буревій» — 1-ша Президентська бригада оперативного призначення імені Петра Дорошенка
- «Спартан» — 3-тя бригада оперативного призначення імені полковника Петра Болбочана
- «Рубіж» — 4-та бригада оперативного реагування імені сержанта Сергія Михальчука
- «Азов» – 12-та бригада спеціального призначення
- «Хартія» — 13-та бригада оперативного призначення
- «Червона калина» – 14-та бригада оперативного призначення
- «Кара-Даг» – 15-та бригада оперативного призначення

### Державна прикордонна служба України
- «Помста» — 3-й прикордонний загін імені Героя України полковника Євгена Пікуса
- «Сталевий кордон» – 15-й мобільний прикордонний загін
- «Гарт» — 1-й прикордонний загін
- «Форпост» — Краматорський прикордонний загін

### Національна поліція України
- «Лють» — Об'єднана штурмова бригада